# Ophion mandibularis
Ophion mandibularis är en stekelart som beskrevs av Johann Ludwig Christian Gravenhorst 1807. Ophion mandibularis ingår i släktet Ophion och familjen brokparasitsteklar. Inga underarter finns listade i Catalogue of Life.